# ため息 (アルバム)
『ため息』（ためいき）は、柴田淳の2枚目のスタジオ・アルバム。2003年2月26日にDreamusicから発売された。
（規格品番はMUCD-1067）

## 概要
前作『オールトの雲』発売から約1年の時を経て発売された2枚目のアルバム。地道な地方活動もあり、次第に柴田淳の名前が全国区になってからの発売であった。このアルバムまで、デビューからCDリリース毎にオリコンチャート最高位を連続して更新した。
この頃はアルバム発売まで3ヶ月ごとにシングルリリースを繰り返していた。そのためかアルバムは収録曲はシングル収録曲が多数を占めている。

## 解説
- 収録曲の｢月の窓｣は、同年にCHEMISTRYに歌詞を提供した｢月夜｣（作曲は川口大輔）という曲のアンサーソングである。
- アルバム発売直後に、収録曲の「ため息」「夢」の2曲が2003年4月スタートのドラマ主題歌に決定したため、発売の3ヵ月後に「ため息/夢」としてシングルカットされた。
- 2005年発売の4枚目『わたし』のアルバムに収録されている｢いつか王子様も♪｣と言う曲は、本作に収録されている｢拝啓、王子様☆｣の続篇である。さらに、2007年発売の5枚目のアルバム『月夜の雨』には続々篇として「つまおうじ☆彡 (拝啓王子様☆第三章)」も制作され、これらの楽曲は「王子様シリーズ」と呼ばれている。

## 収録曲
| 全作詞: 柴田淳（#4,11を除く）、全作曲: 柴田淳。 |                               |                       |            |          |
| #                                               | タイトル                      | 作詞                  | 作曲・編曲 | 編曲     |
| 1.                                              | 「夢」                        | 柴田淳（#4,11を除く） | 柴田淳     | 坂本昌之 |
| 2.                                              | 「隣の部屋」                  | 柴田淳（#4,11を除く） | 柴田淳     | 坂本昌之 |
| 3.                                              | 「片想い」                    | 柴田淳（#4,11を除く） | 柴田淳     | 坂本昌之 |
| 4.                                              | 「サーカス～Piano Solo～」    | 柴田淳（#4,11を除く） | 柴田淳     |          |
| 5.                                              | 「拝啓、王子様☆」             | 柴田淳（#4,11を除く） | 柴田淳     | 西村智彦 |
| 6.                                              | 「月光浴」                    | 柴田淳（#4,11を除く） | 柴田淳     | 坂本昌之 |
| 7.                                              | 「美しい人」                  | 柴田淳（#4,11を除く） | 柴田淳     | 坂本昌之 |
| 8.                                              | 「なにもない場所 -弾き語り-」 | 柴田淳（#4,11を除く） | 柴田淳     | 柴田淳   |
| 9.                                              | 「ため息」                    | 柴田淳（#4,11を除く） | 柴田淳     | 坂本昌之 |
| 10.                                             | 「月の窓」                    | 柴田淳（#4,11を除く） | 柴田淳     | 坂本昌之 |
| 11.                                             | 「めじろの心～Piano Solo～」  | 柴田淳（#4,11を除く） | 柴田淳     |          |